# Сбогом, приятели!
„Сбогом, приятели!“ е български игрален филм от 1970 година на режисьора Борислав Шаралиев, по сценарий на Атанас Ценев. Оператор е Атанас Тасев. Музиката във филма е композирана от Васил Казанджиев.
„Педагогически“ филм, изобличаващ рутината и тесногръдието на образователната система. Отношенията възпитатели-възпитавани са разгледани в широкия контекст на нравствеността. Боев е онзи учител, който всеки ученик би искал да има – симпатичен, разбиращ, интелигентен, приятелски настроен и безкомпромисен. Неговите нови методи, основаващи се на личния пример и доверието, му спечелват горещата любов на абитуриентите.

## Състав

### Актьорски състав
| Изпълнител        | Роля                     |
| ----------------- | ------------------------ |
| Владимир Смирнов  | Боев                     |
| Младен Младенов   | Кирил                    |
| Таня Масалитинова | Майката на Боев          |
| Николай Бинев     | Директорът на гимназията |
| Галина Шаралиева  | Елена                    |
| Лидия Вълкова     | Учителката по география  |
| Виолета Донева    | Учителката по математика |
| Емил Стефанов     | Другарят Хранов          |
| Лъчезар Стоянов   | Физкултурник #1          |
| Климент Денчев    | Физкултурник #2          |
| Динко Динев       | Фотографът               |
| Виолета Павлова   | Светла                   |
| Иван Кутевски     | Андрей                   |
| Нина Арнаудова    | Снежана                  |
| Николай Андонов   | Спас                     |
| Кристиян Фоков    | Александър               |
| Георги Стефанов   | Иван                     |
| Красимира Дренска | Надежда                  |
| Силвия Милчева    | Малката Елена            |

Гласът на Боев се озвучава от актьора Коста Цонев

### Творчески и технически екип
| Сценарий                     | Атанас Ценев                                                                |
| Режисьор                     | Борислав Шаралиев                                                           |
| Оператор                     | Атанас Тасев                                                                |
| Редактор                     | Георги Бранев                                                               |
| Втори режисьор Звукооператор | Дончо Хинов                                                                 |
| Музика                       | Васил Казанджиев                                                            |
| Художник                     | Виолета Йовчева                                                             |
| Костюми                      | Лиляна Димкова                                                              |
| Монтаж                       | Жени Радева Павлина Шаралиева                                               |
| Грим                         | Аделина Михайлова Юлия Нешева                                               |
| Асистент-режисьори           | Илия Флоресков Вихра Тарабанова Галина Шаралиева Атанас Василев             |
| Асистент-оператори           | Георги Русинов Константин Чернев Атанас Димитров                            |
| Фотограф                     | Милка Русинова                                                              |
| Асистент-звукооператор       | Васил Ставрев                                                               |
| Гардероб                     | Славка Пенина                                                               |
| Реквизит                     | Гарабед Гарабедян                                                           |
| Осветление                   | Иван Иванов                                                                 |
| Организатори                 | Иван Абаджиев Кирил Арсов                                                   |
| Директор                     | Никола Велев                                                                |
| Distributed by               | БЪЛГАРСКА КИНЕМАТОГРАФИЯ Студия за игрални филми „СОФИЯ“ /Copyright © 1970/ |

## Награди
- Голямата награда „Зоатна роза“, (Варна, 1970).
- Наградата „Фемина“, (Брюксел, Белгия, 1972).